# Микрон (завод, Украина)
ОАО «Одесский завод прецизионных станков „Микрон“» — предприятие точного машиностроения в городе Одессе. Основной вид деятельности — производство металлорежущих и специальных станков. Площадь предприятия — 152 500 м², в том числе 74 000 м² производственной площади. «Микрон» поставляет продукцию в страны СНГ, Европы, Азии.

## История

### Основание
Предприятие было основано в 1967 году. Входило в объединение «Союзточстанкопром». Завод изначально был ориентирован на выпуск наукоёмкой высокоточной продукции: прецизионных станков, обрабатывающих центров, шарико-винтовых передач.

### Функционирование в советские годы
«Микрон» изначально выполнял заказы военно-промышленных предприятий СССР. Первые изделия завода: хонинговальные станки моделей ОФ38А, 3820, 3821.
В 1969 году освоено производство шарико-винтовых пар для станков с ЧПУ.
В начале 1970-х предприятие начало выпуск первого в СССР фрезерного станка с числовым программным управлением мод. 6А76ПМФ2. Серийно производились обрабатывающие центры с ЧПУ моделей 243ВМФ2, 243ВМФ4, 245ВМФ2.
С 1979 года основную линейку производимого оборудования пополнили обрабатывающие центры моделей 2204ВМФ2, 2204ВМФ4, 2254ВМФ2 и 2254ВМФ4. С этого времени завод начал выпускать только наукоёмкую продукцию на базе обрабатывающих центров.
В начале 1980-х «Микрон» освоил выпуск обрабатывающего центра 2204ВМ1Ф4, а также автоматизированный участок из многоцелевых станков с ЧПУ ОП81.
С 1983 предприятием была изготовлена производственная система из многоцелевых сверлильно-фрезерно-расточных станков типа АСК-00 с управлением от микро-ЭВМ «Электроника-60».
На базе завода в 1985 году было создано производственное объединение «Микрон», в которое вошли Одесский завод прецизионных станков, Одесский станкостроительный завод, Специальное конструкторское бюро прецизионных станков, ДНПКП «ВГК».
До конца 1980-х ПО «Микрон» освоило выпуск станков ОП-86, ОП-117, ОП-124.
Долгое время завод являлся одним из ведущих производителем высокоточных металлообрабатывающих станков.
С началом кампании по разоружению в СССР на заводе была проведена конверсия, вследствие чего объёмы произведенной продукции сократились в несколько раз, а работникам перестали выдавать зарплату.

### Независимая Украина
В 1994-м году, после приватизации завода, Антимонопольным комитетом Украины были представлены данные: доля ОАО «Микрон» в общих объёмах производства станков и инструментальной продукции в 1994 году составляла 68 %.
В 1997 году началась корпоратизация предприятия. Благодаря использованию современных технологий предприятие смогло выдержать экономический кризис. Было сохранено сотрудничество с многолетними партнёрами, такими как Злинский завод прецизионных станков, Челябинский инструментальный завод, Кобринский инструментальный завод. Была налажена поставка комплектующих из Германии и Великобритании.
В 1999 году трём видам изделий предприятия (фрезерные станки, шарико-винтовые передачи и автомобильные подъёмники) присвоена награда «Высшая проба Украины».
В 2000 году объём реализованной продукции составил 17 479 тыс. грн.
В 2001 году в рамках программы по обновлению станкостроительных предприятий на территории завода были размещены производственные мощности Одесского станкостроительного завода. Также планировалось размещение оборудования предприятия «Одесский завод фрезерных станков им. Кирова».
В этом же году на предприятии было налажено производство заменителя чугунного литья «синтегран».
С 2006 года началось обновление ряда ключевых производственных узлов «Микрона»: было приобретено литейное оборудование нового поколения в Италии.
В 2007 году компания «Микрон» приобрела за 569 тыс. грн. 50 % акций Вилковского завода прессовых узлов.